# Enter a Dragoon
Enter a Dragoon is een kort verhaal uit 1899 van de Engelse schrijver Thomas Hardy. Het verscheen voor het eerst in het in New York uitgegeven maandblad Harper's Monthly Magazine in de aflevering van december 1900. Het verhaal was daarin voorzien van een paginagrote illustratie van de hand van A. Hayman. Het werd vervolgens opgenomen in de verhalenbundel A Changed Man and Other Tales, die in 1913 werd uitgebracht in Groot-Brittannië en de Verenigde Staten. Het originele manuscript is verloren gegaan.
Het verhaal speelt zich zoals gebruikelijk af in Hardy's fictieve graafschap Wessex, meer precies in de landelijke omgeving van Mellstock. In werkelijkheid is dit de gemeente Stinsford in Dorset, waar Hardy zelf werd geboren en waar ook zijn hart werd begraven.
Selina is de volwassen dochter van de tuinder Jacob Paddock en diens vrouw, bij wie zij nog in huis woont. Zij heeft een kind van de dragonder korporaal John Clark, die van plan was met haar te trouwen. De voorbereidingen voor het huwelijk waren al in volle gang toen hij plotseling overhaast moest vertrekken om deel te nemen aan de Krimoorlog, waar hij betrokken was bij de Slag aan de Alma.

## Het verhaal
Selina heeft zojuist bericht gekregen dat haar dood gewaande militair, inmiddels bevorderd tot sergeant-majoor, bij haar terugkeert om zijn belofte gestand te doen. De situatie is enigszins precair, omdat zij inmiddels heeft toegestemd in een huwelijk met de goede Bartholomew Miller, die gek is op het kind en het kind op hem.
In een dodenlijst die na de slag was gepubliceerd in Casterbridge (Dorchester) had zij de naam vermeld gezien van ene James Clark uit het betreffende regiment en in haar naïviteit was ze ervan uitgegaan dat dit wel haar John moest zijn en dat men een vergissing had gemaakt. De arme Miller is teleurgesteld over de ontwikkelingen, maar niettemin begripvol.
Clark arriveert en wordt vriendelijk ontvangen. Op de vraag waarom hij niet eerder is gekomen geeft hij een wat vaag antwoord en zegt dat hij dat ook betreurt. Diverse pogingen van de vader om de zaak voor Clark duidelijk te maken worden door Selina handig ontweken. De militair stelt dan voor om van zijn terugkeer een feestelijke aangelegenheid te maken. Er wordt gegeten, en plannen gemaakt, de meubels gaan aan de kant voor een dansje, er worden wat buren en een paar muzikanten uitgenodigd en het wordt een gezellige boel. Selina kan echter niet verzwijgen hoe de zaken er voor staan en vertelt hem de waarheid. Clark vat de zaak kennelijk sportief op. Iets later op de avond voelt hij zich niet goed; hij wordt in een andere kamer neergelegd en er wordt een dokter gehaald, maar het is te laat. Clark is overleden. Vermoed wordt dat zijn overlijden te wijten is aan zijn verzwakking door de oorlogsinspanningen, de lange reis vanuit Yorkshire, de intensieve danspartij en wellicht ook door het recente nieuws, al ontkent de dokter dit laatste. Het zou een acuut hartfalen zijn geweest, te wijten aan zijn levenswijze van de laatste tijd. Hoet het zij, Clark krijgt een indrukwekkende militaire begrafenis in Casterbridge. Selina gaat vervolgens in de rouw en gedraagt zich alsof zij een weduwe is, tot lichte irritatie van haar ouders. Op een dag vertrekt ze met haar zoon naar Chalk Newton (Maiden Newton), waar ze winkeltje in groenten en fruit begint en op de markt staat in Ivell (Yeovil). Zij kan zichzelf daarvan goed onderhouden. Zij drijft haar zaak onder de naam Mrs. John Clark en elke veertien dagen brengt zij een bezoek aan het graf.
Na verloop van tijd komt Mr. Miller bij haar langs om het nog eens te proberen. Een huwelijk zou haar leven en dat van de jongen verlichten en zij zou goed gezelschap zijn voor zijn oude moeder. Zij wijst het aanzoek echter van de hand. Enige tijd later krijgt ze bericht dat Miller weg is uit het dorp en met een ander is getrouwd. Dit bezorgt haar wel gevoelens van spijt en om troost te vinden bezoekt zij opnieuw het graf. Daar wordt zij verrast door het feit dat een andere vrouw, eveneens met een kind, bezig is bij het graf van Clark. Verontwaardigd vraagt zij wat de vrouw moet bij het graf van haar man. Deze reageert verbaasd en zegt dat zíj de wettige echtgenote was van Clark. Zij beseft nu ook wie Selina is, want haar man had het weleens over haar gehad en verteld over zijn gewetenswroeging. Kort na zijn terugkeer uit de Krim had hij kennisgemaakt met de vrouw en haar al spoedig getrouwd. Het huwelijk werd een fiasco en hij verliet haar met de mededeling dat hij naar Nieuw-Zeeland zou emigreren. Zij had wel vernomen van zijn overlijden in Mellstock, maar was uit woede en omdat de reis te ver was niet naar de begrafenis gekomen. Zij geeft overigens toe dat de verwijdering tussen de twee vooral aan haar te wijten was. De klimop die Selina op het graf had gepoot moet er volgens haar wel uit, want waar zij vandaan komt wordt die als onkruid beschouwd.